# St. Katharina (Ottenhofen)

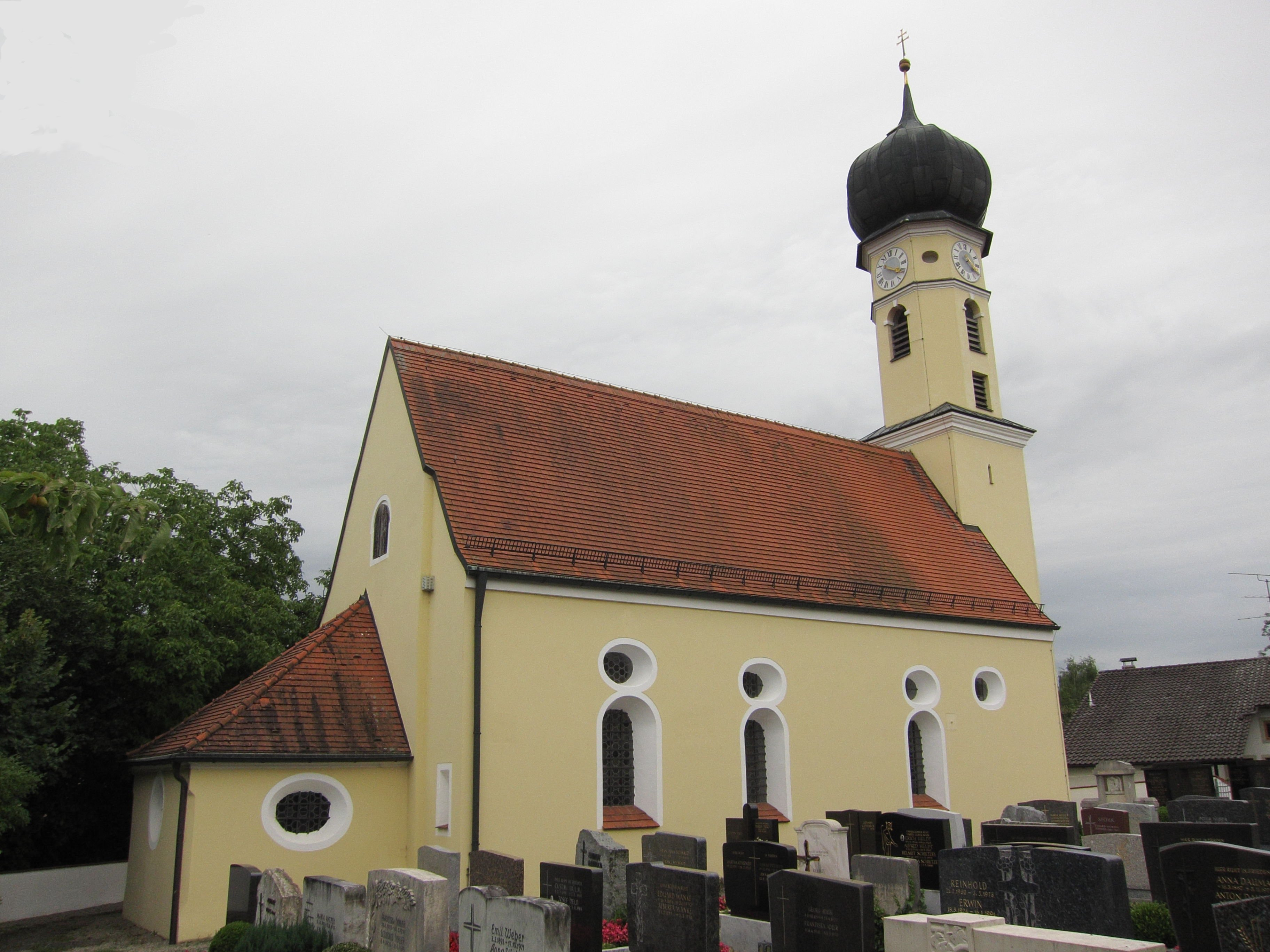
St. Katharina in Ottenhofen

Die katholische Filialkirche St. Katharina befindet sich in der Gemeinde Ottenhofen im Landkreis Erding im Regierungsbezirk Oberbayern.

## Architektur
Das Langhaus der Kirche ist im Kern romanisch, es weist ein barockes Tonnengewölbe mit Stichkappen und Stuckierung auf. Die Kirche wurde um 1700 wesentlich umgebaut, d. h. barockisiert: Das Langhaus wurde um ein Joch verlängert, der Chorraum erweitert und der markante Zwiebelturm in seiner heutigen Form errichtet. Zudem wurde der Innenraum mit Stuckaturen und Malereien versehen.
Als bemerkenswert gelten zwei kunsthistorisch wertvolle Grabtafeln aus Marmor beziehungsweise Rotmarmor für Gerhart Ottenhofer von 1429 und Friedrich Eßwurm von 1556.